# 아크네 스튜디오
아크네 스튜디오(Acne Studios)는 스웨덴의 컨템포러리 패션 브랜드이다.